# Martin Jones
Martin (Furnival) Jones (ur. 1913 roku, zm. 1 marca 1997) – funkcjonariusz brytyjskiego kontrwywiadu, Dyrektor Generalny Służby Bezpieczeństwa - MI5, od listopada 1965 do marca 1972 roku.
Jones pracował w brytyjskich służbach specjalnych od 1937 roku. Pierwsze wyższe i znaczące stanowisko objął w czerwcu 1944 roku, kiedy został mianowany szefem Sztabu Bezpieczeństwa Kwatery Głównej generała D.D. Eisenhowera, głównodowodzącego wojskami alianckimi teatru europejskiego w czasie II wojny światowej, następnie 34 prezydent Stanów Zjednoczonych. Po zakończeniu II wojny światowej powrócił do centrali MI5 w Londynie, gdzie w 1946 roku objął kierownictwo Wydziału D (kontrwywiad wojskowy) MI5. W 1953 roku objął kierownictwo Wydziału C, zajmującego się bezpieczeństwem placówek rządowych. Trzy lata później, w 1956 roku, powrócił na stanowisko dyrektora Wydziału D - kontrwywiadu. Następnie w 1963 roku został ponownie kierownikiem Wydziału C, a w styczniu 1964 roku zastępcą ówczesnego dyrektora generalnego MI5 Rogera Hollisa. W listopadzie 1965 roku po odejściu Hollisa na emeryturę zastąpił go na stanowisku dyrektora generalnego Security Service - MI5.

Odwołany z tego stanowiska w kwietniu 1972 roku, przeszedł na emeryturę, zmarł w Wielkiej Brytanii 1 marca 1997 roku. 